# Kazumi Ōta
Kazumi Ōta (太田和美, Ōta Kazumi), née le 28 août 1979 à Kashiwa, est une femme politique japonaise, représentant le Parti démocrate du Japon à la Chambre des représentants du Japon, avant de devenir maire de Kashiwa. Elle est la première femme à occuper ce dernier poste.

## Jeunesse, études et carrière pré-électorale
Ōta naît le 28 août 1979 à Kashiwa, dans la préfecture de Chiba. Elle effectue ses études supérieures en droit à l'Université Nihon. Spécialiste en transactions immobilières, elle lance en 2005 sa propre agence.

## Carrière électorale

### Politique nationale
Ōta commence sa carrière politique en 2005, alors qu'elle fait son entrée à l'assemblée préfectorale de Chiba, en tant que représentante du Parti démocrate du Japon. En 2006, à la suite de la démission du représentant Kazumi Matsumoto (ja) pour cause de fraude électorale, Ōta se présente aux élections législatives anticipées de la septième circonscription de la préfecture de Chiba. Elle remporte les élections d'une courte tête, et fait son entrée à la Diète du Japon pour la première fois. Son élection est considérée comme une victoire pour le PDJ, en difficulté à la suite de différents scandales. Elle fait partie d'un groupe de politiciens japonais appelées les « Enfants d'Ozawa (ja) », et plus spécifiquement les « Filles d'Ozawa », des jeunes femmes politiques initiées à la politique par Ichirō Ozawa, président du PDJ jusqu'en 2009. Ce terme fait référence aux Enfants de Koizumi, équivalent du Parti libéral-démocrate au pouvoir jusqu'en 2009.
Lors des élections législatives japonaises de 2009, elle se présente à nouveau à la députation, cette fois dans la deuxième circonscription de la préfecture de Fukushima, circonscription d'origine de sa famille. Elle se fait à nouveau élire, et fait son retour à la Diète du Japon. À cause de différents internes à propos de l'augmentation de la taxe sur la consommation, elle quitte le PDJ en juin 2012. Candidate à sa réélection en 2012, elle rejoint le parti d'Ozawa, le Priorité à la vie du peuple, qui fusionne fin 2012 avec le Parti du futur du Japon, dont elle obtient l'investiture. Elle ne parvient pas à conserver son siège, ayant perdu l'investiture du PDJ,.
Elle se représente en 2014, en tant que candidate unifiée de l'opposition sous l'investiture du Parti japonais de l'innovation. Bien que ne parvenant pas à se faire élire dans la préfecture de Chiba, elle effectue son retour à la Diète grâce à la relance proportionnelle. Elle rejoint ensuite le Parti de l'espoir, et est candidate à sa réélection en 2017, sans succès. Elle rejoint alors en 2020 le parti Reiwa Shinsengumi.

### Politique locale
Peu de temps après avoir rejoint le Reiwa, le maire de  Kashiwa, la ville natale d'Ōta, démissionne. Ōta déclare alors sa candidature à la mairie de cette ville en tant qu'indépendante, bien que soutenue par les principaux partis d'oppositions, le Parti démocrate constitutionnel, le Parti communiste japonais et le Reiwa. Elle effectue principalement sa campagne sur la facilitation de l'accès au vaccin contre le coronavirus.
Elle est élue le 1er novembre 2021 et devient ainsi la première femme maire de Kashiwa.

## Prises de position
Ōta se déclare opposée à une révision de la Constitution japonaise, révision soutenue par le parti au pouvoir, et notamment le premier ministre Shinzō Abe. Elle est également fermement opposée aux politiques Abenomics.